# Orlov
 Der er for få eller ingen kildehenvisninger i denne artikel, hvilket er et problem. Du kan hjælpe ved at angive troværdige kilder til de påstande, som fremføres i artiklen.

Orlov er en midlertidig fritagelse fra tjeneste eller arbejde især kendt indenfor militæret. Tjenestemænd i kommune og stat havde en mulighed for at få orlov.

## Danske regler for orlov
Det er dit ansættelsesforhold der afgør, hvordan mulighederne er for orlov.
Orlov er som regel uden løn, men du kan have ret til løn under orlov, hvis det fremgår af din overenskomst.
Arbejdsgiveren forpligtet til at give orlov til:
- Barsels- og forældreorlov - i forbindelse med fødsel
- Plejeorlov - til at pleje en nærtstående, der ønsker at tilbringe sin sidste levetid hjemme
- Pasningsorlov - til at passe en familiemedlem, der er alvorlig syg